# Paulette Legrand
Pour les articles homonymes, voir Legrand et Chevallier.
Paulette Legrand, née Paulette Chevallier en 1916 et morte en 1994, est une enseignante française de physique. Elle a été lauréate du concours général en 1934 et fait partie des 41 élèves femmes entrées à l’École normale supérieure pour garçons de la rue d'Ulm, à Paris, entre 1910 et 1939. Elle devient agrégée de l'enseignement secondaire en sciences physiques (au concours spécial) en 1941.

## Biographie

### Jeunesse et formation
« De souche beauceronne », Paulette Chevallier naît au Gué-de-Longroi le 4 novembre 1916. Elle fait ses études secondaires au lycée Marceau de Chartres, où elle obtient un deuxième accessit au concours général de mathématiques en 1934. En classe de terminale, elle suit les cours de philosophie de Maurice Merleau-Ponty, qui suscitent chez elle une réflexion qui la ramène à la foi religieuse.
En 1935, elle intègre les classes préparatoires scientifiques du lycée Saint-Louis, à Paris, où elle est admise dans une classe masculine sous réserve de « bonne conduite ». Elle y lie amitié avec Jacqueline Lelong-Ferrand. En 1937, elle devient la seule taupine (élève de classe préparatoire scientifique) admise à la fois à l'École normale supérieure de jeunes filles et à l'École normale supérieure pour garçons de la rue d'Ulm ; elle choisit cette dernière. Elle est l'une des 41 élèves féminines entrées dans l'établissement entre 1910 et 1939, avant que le concours ne soit interdit aux femmes en 1940. Elle choisit de s'orienter vers la physique. En 1939-1940, elle prépare son diplôme d'études supérieures dans le laboratoire du physicien et chimiste Frédéric Joliot-Curie au Collège de France, qui accueille pourtant peu de normaliens.

### Carrière professionnelle
Bien qu'intéressée par la recherche scientifique, elle ne peut continuer dans cette voie faute de bourse du Centre national de la recherche scientifique (CNRS). Ayant réussi l'agrégation de sciences physiques (concours spécial) en 1941,, elle est alors affectée dans l'enseignement secondaire. Après des débuts au lycée de Troyes, elle passe à l'École normale de Batignolles, puis au lycée de Chartres où elle reste jusqu'à sa retraite en 1976.

### Vie privée
En 1948, elle épouse Gustave Legrand, un apiculteur chartrain qu'elle a notamment l'occasion de seconder lors du transport des ruches dans les alpages. Elle le soigne « avec dévouement » jusqu'à sa disparition en 1969. Ils ont trois enfants : l'aîné, violoniste, fondera le Quatuor de Chartres, tandis que le cadet dirigera le théâtre de Fontainebleau.
Après la mort de son époux, elle prend une retraite anticipée. Elle pratique la marche dans sa région et les voyages de groupe. Bien qu'elle souffre d'arthrose, elle s'investit dans la vie associative et l'aide scolaire à ses petits-enfants.

### Mort
Elle meurt accidentellement à Chartres, percutée par une voiture, le 9 février 1994.